# Khatajukai
Khatajukai (en rus: Хатажукай) és un poble (un aül) de la república d'Adiguèsia, a Rússia, que el 2022 tenia 942 habitants. Pertany al districte de Khakurinokhabl.